# 원 리틀 인디언
원 리틀 인디언(One Little Indian)은 미국에서 제작된 버나드 맥이비티 감독의 1973년 코미디, 가족, 서부 영화이다. 제임스 가너 등이 주연으로 출연하였고 윈스턴 하이블러 등이 제작에 참여하였다.

## 출연

### 주연
- 제임스 가너
- 베라 마일즈

### 조연
- 팻 힝글
- 모건 우드워드
- 존 듀스티
- 클레이 오브라이언
- 로버트 파인
- 브루스 글로버
- 켄 스워포드
- 제이 실버힐스
- 앤드루 프라인
- 조디 포스터
- 월터 브룩
- 루디 디아즈
- 존 C. 플린 3세
- 로이스 레드 엘크
- 핼 베이러
- 테리 윌슨
- 폴 소렌슨
- 리드 모건
- 리처드 헤일
- 짐 데이비스
- 로즈메리 포사이스

## 제작진
- 협력프로듀서: 톰 리취
- 세트: 할 가우스먼
- 의상: 척 킨
- 의상: 에밀리 선드비